# شينيا ياجيما
شينيا ياجيما (باليابانية: 矢島 慎也) (مواليد 18 يناير 1994) هو لاعب كرة قدم. يلعب مع منتخب اليابان تحت 23 سنة لكرة القدم. سبق له أن لعب في الألعاب الأولمبية الصيفية 2016 مع منتخب بلاده.

## وصلات خارجية
- شينيا ياجيما على موقع الاتحاد الدولي (مؤرشف)  (الإنجليزية)
- شينيا ياجيما على موقع رابطة كرة القدم اليابانية للمحترفين (اليابانية)
- شينيا ياجيما على موقع قاعدة بيانات كرة القدم.إي يو (الإنجليزية)
- شينيا ياجيما على موقع Soccerway.com (الإنجليزية)
- شينيا ياجيما على موقع عالم كرة القدم.نت (الإنجليزية)
- شينيا ياجيما على موقع كووورة
- شينيا ياجيما على موقع أوليمبيديا (الإنجليزية)